# 冷泉為和
冷泉 為和（れいぜい ためかず）は、戦国時代の公卿・歌人。権大納言・冷泉為広の子。官位は正二位・権大納言。上冷泉家7代当主。

## 経歴
駿河国・能登国・近江国等各地へ下向しているが、家領のあった地域を支配する今川氏との関係が深く、駿府での生活が最も長かった。今川氏より今川姓の使用を許されたとも伝えられる。今川氏の依頼により、相模国の後北条氏や甲斐国の甲斐武田氏の許に滞在し、在地の歌壇を指導している。今川氏は天文6年（1537年）に武田氏との間に甲駿同盟を結び後北条氏とは敵対しているが（河東の乱）、これ以後為和は駿河・甲斐間を頻繁に往復するようになり、今川氏の外交使節的立場の人間であったと考えられている。
天文17年（1548年）には駿河で出家し、翌天文18年（1549年）同地において薨去。家督は子・為益が継いだ。
歌集に『為和卿集』がある。近年、その原本である『為和詠草』が冷泉家時雨亭叢書に収められ公刊された。

## 系譜
- 父：冷泉為広（1450-1526）
- 母：不詳
- 妻：不詳
  - 男子：冷泉為益（1516-1570）
  - 男子：明融（?-1582）
  - 男子：幸夜叉 - 早世
  - 男子：忍賀
  - 男子：金忍（東坊）（?-1592）
  - 男子：為仙 - 出家
  - 男子：広橋兼真 - 広橋兼秀の養子